# Tengi Ragi Tau
Der Tengi Ragi Tau (anderer Name: Angole) ist ein Berg im Himalaya in der Gebirgsgruppe Rolwaling Himal.
Der Tengi Ragi Tau liegt an der Grenze der nepalesischen Verwaltungszonen Janakpur und Sagarmatha. Der Gipfel bietet bei guter Sicht einen Blick auf Gauri Sankar, Mount Everest und Makalu. An der Südflanke des 6943 m hohen Tengi Ragi Tau verläuft der 5755 m hohe Hochgebirgspass Tashi Lapcha, der vom westlich gelegenen Drolambaogletscher zum Bergdorf Namche Bazar nach Osten führt. Südlich des Gebirgspasses erhebt sich der 6273 m hohe Trekkinggipfel Parchamo.
Der Tengi Ragi Tau besitzt noch einen Ostgipfel (⊙), der eine Höhe von 6650 m aufweist und etwa 1,3 km östlich vom Hauptgipfel liegt.
Der Tengi Ragi Tau wurde im Jahr 2002 zusammen mit 102 anderen Gipfeln von der nepalesischen Regierung zur Besteigung freigegeben.
Daraufhin nahm eine japanische Bergsteigergruppe der Hokkaido Mountaineering Association den Berg ins Visier. Ihnen gelang Ende 2002 die Erst- und Zweitbesteigung des Tengi Ragi Tau.
Koichi Ezaki und Ruchia Takahashi sowie die beiden Sherpas Pasang Tamang und Tul Bahadur Tamang erreichten am 4. Dezember 2002 den Gipfel.
Onoda, Morishita und ein Sherpa gelang am darauffolgenden Tag die Zweitbesteigung.